# Orange (Massachusetts)
Orange é uma vila localizada no condado de Franklin no estado estadounidense de Massachusetts. No Censo de 2010 tinha uma população de 7.839 habitantes e uma densidade populacional de 84,02 pessoas por km².

## Geografia
Orange encontra-se localizado nas coordenadas 42° 36′ 04″ N, 72° 17′ 44″ O. Segundo o Departamento do Censo dos Estados Unidos, Orange tem uma superfície total de 93.3 km², da qual 90.89 km² correspondem a terra firme e (2.58%) 2.41 km² é água.

## Demografia
Segundo o censo de 2010, tinha 7.839 pessoas residindo em Orange. A densidade populacional era de 84,02 hab./km². Dos 7.839 habitantes, Orange estava composto pelo 95.18% brancos, o 1.03% eram afroamericanos, o 0.4% eram amerindios, o 0.94% eram asiáticos, o 0.01% eram insulares do Pacífico, o 0.71% eram de outras raças e o 1.72% pertenciam a duas ou mais raças. Do total da população o 2.83% eram hispanos ou latinos de qualquer raça.